# یوجین هودری
یوجین هودری (انگلیسی: Eugene Houdry; ۱۸ آوریل ۱۸۹۲ – ۱۸ ژوئیهٔ ۱۹۶۲) دانشمند در زمینه مهندسی مکانیک- مبدل های کاتالیزوری اهل ایالات متحده آمریکا بود. 18 آوریل 1892--18 جولای 1962 [1].
هودری در طول جنگ جهانی اول به عنوان ستوان در یک شرکت تانک در ارتش فرانسه خدمت کرد و نشان لژیون افتخار فرانسه را دریافت کرد. او به نوآوری کراکینگ کاتالیزوری ذخایر خوراک نفت کمک کرد، [2][3][4][5] که به خاطر آن مدال پرکین را در میان دیگران دریافت کرد.[2]
زندگینامه
یوجین ژول هودری در 18 آوریل 1892 در دومونت فرانسه در نزدیکی پاریس به دنیا آمد. پدر و مادر او ژول هادری و امیلی تیاس ژول لمر بودند. پدرش صاحب یک تجارت موفق بود که فولاد سازه ای تولید می کرد.[6] [4]
هادری مهندسی مکانیک را در École des arts et métiers در حومه پاریس Chalons-sur-Marne خواند.[2] او بعنوان اولین فارغ التحصیل دوره خود بود [2] و در سال 1911 فارغ التحصیل شد. او همچنین کاپیتان تیم فوتبال مدرسه خود بود و در سال 1910 قهرمانی ملی فرانسه را به دست آورد.[6] پس از فارغ التحصیلی، هودری به عنوان مهندس به تجارت فولادسازی پدرش پیوست.[6][2]